# Mojmír Stuchlík
Mojmír Stuchlík (* 30. června 1930, Bítouchov - 10. září 2016, Semily) byl československý lyžař, skokan na lyžích. Po roce 1989 byl místostarostou města Semily.

## Sportovní kariéra
Na VII. ZOH v Cortině d'Ampezzo 1956 skončil ve skocích na lyžích na 28. místě. Na Turné čtyř můstků skončil v sezóně 1955/56 na 31. místě a v sezóně 1956/57 na 37. místě. Startoval za Duklu Liberec.